# دوج (واشینگتن)
دوج (به انگلیسی: Dodge) یک منطقهٔ مسکونی در ایالات متحده آمریکا است که در شهرستان گارفیلد، واشینگتن واقع شده‌است. دوج ۳۸۸ متر بالاتر از سطح دریا واقع شده‌است.